# LBV 1806-20
LBV 1806-20 és un estel hipergegant -o possiblement un estel binari- que s'hi troba a una distància estimada entre 30.000 i 49.000 anys llum del Sol, a la constel·lació del Sagitari.
LBV 1806-20 s'hi troba a l'altre extrem de la galàxia, al centre de la radio nebulosa G10.0-0.3. Està en l'extrem del cúmul Cl* 1806-20, que forma part de W31, una de les majors regions H II de la Via Làctia. Aquest cúmul conté altres estels supermasius, com dos estels de Wolf-Rayet rics en carboni (WC9d i WCL), dues hipergegants blaves i un magnetar (SGR 1806-20).

## Característiques físiques
El sistema té una massa entre 130 i 200 masses solars i una lluminositat variable entre 5 i 40 milions de sols, comparable a la d'Eta Carinae o estel Pistola, totes elles estrelles variables blaves lluminoses. Actualment el seu tipus espectral es troba entre O9 i B2.
Malgrat la seva lluminositat, LBV 1806-20 és virtualment invisible des de la Terra perquè ens arriba menys d'una milmil·lionèsima part de la seva llum, quedant la resta absorbida per gas i pols interestel·lar. Té magnitud aparent 35 en l'espectre visible i magnitud 8 en longitud d'ona de 2 μm en l'infraroig proper.

## Teoria de formació
Les teories actuals de formació estel·lar indiquen que un estel ha de tenir com a màxim unes 120 masses solars, inferior a la massa mínima estimada de 130 masses solars per LBV 1806-20. Recents estudis d'espectroscòpia d'alta resolució suggereixen que LBV 1806-20 no és un únic estel sinó un sistema binari massiu, sent en aquest cas la massa de cadascuna dels estels considerablement inferior al límit màxim per a la formació estel·lar.